# 400 Days
Pour plus de détails, voir Fiche technique et Distribution.
400 Days est un film américain de Matt Osterman, sorti en 2015.

## Synopsis
Afin d'étudier les conditions d'un long voyage spatial vers la planète Mars, 4 volontaires – 3 hommes et une femme – sont enfermés pendant 400 jours dans un bunker enterré, coupés du monde en simulation de survie. À un moment, un tremblement de la structure et des bruits sourds sont suivis de pannes et la liaison avec le centre de contrôle est rompue.
Plusieurs hypothèses sont examinées, mais au début, tout le monde prend ces événements pour une mise à l'épreuve programmée. Mais peu à peu, les occupants sont de plus en plus inquiets, ils finissent par sortir du bunker avant la fin du programme et découvrent un paysage désolé et une nuit perpétuelle. Seul un cobaye croit encore à un scénario prévu. Les occupants du bunker vont découvrir de plus en plus de choses inquiétantes.

## Fiche technique
- Titre original : 400 Days
- Titre français : 400 Days
- Réalisateur : Matt Osterman
- Scénario : Matt Osterman
- Musique : Wojciech Golczewski
- Langue originale : anglais
- Genre : thriller, science-fiction
- Durée : 90 minutes
- Date de sortie : 2015

## Distribution
- Brandon Routh (VF : Alexandre Coadour) : le capitaine Theo Cooper
- Caity Lotz (VF : Sandra Chartraire) : Dr Emily McTier
- Dane Cook (VF : Jochen Haegele) : Cole Dvorak
- Ben Feldman (VF : François Creton) : Bug Kieslowski
- Tom Cavanagh (VF : Loïc Houdré) : Zell
- Grant Bowler (VF : Jérôme Keen) : Walter Anderson
- Sally Pressman (VF : Susan Sindberg) : Darla
- Fernanda Romero Zia
- Mark Steger : Charles Dahl
- Frank Ashmore : Garcia
- Dominic Bogart : Sketch

Direction artistique : Jacques Albaret
 Source et légende : version française (VF) sur RS Doublage et selon le carton du doublage français sur le DVD zone 2.